# Don Dokken
Don Dokken   (Los Angeles, 29 de juny de 1953), o també Donald Maynard Dokken, és un cantant de rock i heavy metal, més conegut per haver pertangut a la banda Dokken.

## Carrera

### Inicis
Va iniciar la seva carreraa la banda 'Airborn'. Després, va presenciar un show de l'agrupació 'Xciter', i als seus futurs companys George Lynch i Mick Brown, i va pensar que ells podrien ser els indicats per formar un grup. Al cap d'uns mesos, va aconseguir que aquests dos músics acceptessin la seva proposta, i al costat del baixista Juan Croucier van formar Dokken.
Durant la seva estada a l'Alemanya firmant el seu primer contracte discogràfic, van participar en alguns shows amb el grup Scorpions. Don també va col·laborar com a corista en algunes cançons de l'àlbum Blackout, dels alemanys.

### Reconeixement
El 1983 llancen al mercat Breaking the Chains. Però no seria fins al llançament de Tooth and Nail que Dokken gaudirien de gran reconeixement. Desafortunadament, a causa de problemes de direcció musical, el grup se separa el 1988. Don grava llavors el seu primer disc en solitari, anomenat Up From the Ashes, el 1990, el qual és bastant similar al so de Dokken.
L'esperada notícia de la retorn de Dokken arriba al 1994. Des d'aquell moment el grup ha gravat tres discs d'estudi, dos en directe i un recopilatòri. George Lynch altre cop es retira del grup, donant-li pas a Reb Beach, i després a John Norum, que no estaria per gaire temps en el grup.

### Actualitat
D'acord amb declaracions d'en Don, Dokken llançarà un nou material en el 2007, incloent un altre disc en solitari de la seva autoria.

## Discografia amb Dokken
- Back In The Streets (1979)
- Breaking The Chains (1982)
- Tooth And Nail (1984)
- Under Lock And Key (1985)
- Back For The Attack (1987)
- Beast From The East (1988)
- Dysfunctional (1995)
- One Live Night (1996)
- Shadowlife (1997)
- Erase The Slate (1999)
- The Very Best Of Dokken (1999)
- Live From The Sun (2000)
- Yesterday & Today (2001)
- Alone Again And Other Hits (2002)
- Long Way Home (2002)
- Then And Now (2002)
- Japan Live '95 (2003)
- Hell To Pay (2004)
- From Conception (2007)

## Solo
- Up from the Ashes - (1990)
- Solitary - (2008)